# Hans Gamber
Hans Gamber (* 4. August 1944 in Landstuhl) ist ein deutscher Journalist, Schriftsteller und Verleger.

## Biographie
Der gelernte Journalist arbeitete von 1969 an als Lektor beim Heyne Verlag in der Sparte Kriminalromane, gab nebenbei die von ihm konzipierte Zeitschrift „Shock. Magazin für exklusive Alpträume“ heraus und wechselte 1979 zum Moewig Verlag, wo er humoristische Literatur veröffentlichte. In den 1980er Jahren schrieb Gamber Kriminalromane und Thriller unter dem Sammelpseudonym Christopher Barr. Darüber hinaus schrieb er für die Comedyserie Sketchup und betreute verschiedene Literaturkolumnen in den Zeitschriften pardon und Playboy. Eine Zeitlang war er auch Humor-Ressortleiter bei der Bunten.

### Die Parodien
Breite Bekanntheit erreichte Gamber mit seinen Zeitschriftenparodien, die er Ende der 1980er Jahre in seinen eigenen Verlagen (Maya- und Saga-Verlag) herausgab. Es erschienen die Perry-Rhodan-Parodie R. Hodan: „Die galaktische Gurke“ und zahlreiche Parodien von Zeitschriften, die ihren jeweiligen Originalen in Sprachduktus, Bildsprache und Layout täuschend echt nachempfunden waren. Eine Auswahl:
- Dr. Spiegel (parodiert: Der Spiegel)
- lü-stern (Stern)
- Tunte (Bunte)
- Playbock (Playboy)
- Cosmopuritain (Cosmopolitan)
- Pennhouse (Penthouse)
- hui (Lui)
- Nackte Revue (Neue Revue)
- Badman (Batman)
- MÜD (MAD)
- DOGUE (im Stil von VOGUE, allerdings als Modezeitschrift für Hunde)
- Alcolix – Die Parodie (Asterix)
- Die hysterischen Abenteuer von Isterix (Asterix).

Während die parodierten Verlage und Redaktionen die teils derben Scherze Gambers gelassen hinnahmen, verklagte ihn Albert Uderzo. Der Asterix-Miterfinder bekam in zweiter Instanz vor dem Oberlandesgericht München recht, das die Asterix-Parodien als Plagiat einstufte. Prozesskosten, Anwaltshonorare, Schadensersatzforderungen und aus den Verkaufsverboten entstandene Verluste summierten sich zu knapp einer Million Mark, was die Insolvenz des Verlegers zur Folge hatte.
Obwohl Gamber immer wieder einen Gang bis zum EuGH angekündigt hatte, kam es offenbar nicht mehr dazu. Beim Oberlandesgericht München lässt sich nur noch in Erfahrung bringen, dass sowohl das Alcolix- als auch das Isterix-Verfahren nach der endgültigen BGH-Zurückverweisung durch Vergleich beziehungsweise durch Hauptsacheerledigung und Vergleich erledigt wurden.
Peter Mühlbauer schrieb zum Ausgang bei Telepolis: „Wie genau die Vergleiche aussahen, darüber schweigt man sich auf Seiten Uderzos aus - und Gambers Spur verliert sich zwischen der pfälzischen Kleinstadt Landstuhl und einem Münchner Männerwohnheim.“

### Pseudonym Christopher Barr
Hinter diesem Pseudonym verbargen sich Hans Gamber und der Schriftsteller Claus Cornelius Fischer, der sich damals noch Claus Fischer nannte. Sie hatten 1981 ihr Debüt mit „Soldato der Killer“ (Verlag: Droemer Knaur) und versuchten auch in den folgenden Romanen das Versprechen des „internationalen Thrillerflairs“ zu halten.

## Bibliographie (Auswahl)
Unter dem Pseudonym Christopher Barr 
- 1981 Soldato, der Killer (Droemer Knaur 4920) OA
- 1981 Zum Sterben zu schön (Droemer Knaur 4923) OA
- 1986 Mago, Schneekluth Verlag, HC OA
- 1991 Hallo, kleiner Planet, Schneekluth Verlag, HC OA

Bücher als Hans Gamber

Von 1969 bis 1971 als Herausgeber der deutschen Auswahlbände von Ellery Queens Kriminalmagazin im Heyne Verlag:
- Ellery Queen’s Kriminal-Magazin / [41: Auswahlbd.] 28. [Neue Kriminalstories voll konzentrierter Spannung von Trevor Black u. a.]. 1971
- Ellery Queen’s Kriminal-Magazin / 40: Auswahlbd. 27.1971
- Ellery Queen’s Kriminal-Magazin / 39: Auswahlbd. 26. 1971
- Ellery Queen’s Kriminal-Magazin / 38: Auswahlbd. 25. 1970
- Ellery Queen’s Kriminal-Magazin / 37: Auswahlbd. 24.1970
- Ellery Queen’s Kriminal-Magazin / 36: Auswahlband 23. [10 × Nervenkitzel u. Hochspannung mit neuen Stories von Jim Thompson u. a.]. 1970
- Ellery Queen’s Kriminal-Magazin / 34: Auswahlbd. 21. [11 × Gänsehaut und Hochspannung mit neuen Stories von Robert L. Fish u. a.]. 1970
- Ellery Queen’s Kriminal-Magazin / 32: Auswahlbd. 19. [11 raffinierte neue Stories] 1969
- Ellery Queen’s Kriminal-Magazin / 31: Auswahlbd. 18. [17 raffinierte neue Stories] 1969

- 1983 (als Hrsg.) Das große Wahnwitz-Lexikon, München: Droemer Knaur HC
- 1983 (als Hrsg.) Was Bayern so bayrisch macht, München: Knaur 26082
- 1983 (als Hrsg.) Graffiti – Was an deutschen Wänden steht,. München: Heyne scene 1
- 1984 Der Golf und die sieben Chrysler – ein Minibuch zum großen Wahnwitz, München: Knaur
- 1984 Letzte Grüße aus Bad Leichenhall – ein Minibuch zum großen Wahnwitz, München: Knaur
- 1984 Quäker und andere Frösche – ein Minibuch zum großen Wahnwitz, München: Knaur
- 1984 (als Hrsg.) Das Weißbuch des schwarzen Humors, München:Heyne 6351
- 1984 (mit Wolfgang J. Fuchs) Do you speak Sponti – Das Letzte aus der Szene, München: Knaur 2137
- 1984 (gem. mit Karl Hoche, als Hrsg.) Warum soll eine Frau (ein Mann) kein Verhältnis haben, München: Heyne: 6322
- 1985 Das große Buch der Wahnwitz-Spiele, München:
- 1986 Günther Wallrauff: Ganz unter uns, München: Schneekluth (Parodie auf Günter Wallraffs Buch Ganz unten)

Als Herausgeber
- 1987 (als Hrsg.) Freche Sprüche für jeden Tag, Rastatt: Moewig 4862
- 1987 (als Hrsg.) Sprüche vom Örtchen, Rastatt: Moewig 4870
- 1988 (als Hrsg.) Aus dem Papierkorb unserer Prominenz, Rastatt: Moewig
- 1989 (als Hrsg.) Die hysterischen Abenteuer von Isterix: Jubiläumspersiflage, München: Saga-Verlag
- 1990–1991 (als Hrsg.) Irre Cool 1–7, München: Saga-Verlag

Übersetzungen
- 1968 Bloch, Robert: Amok: Kriminalroman / Dt. Übers. von Hans Gamber. – Dt. Erstveröff. München: Heyne, 1306 Original: Terror
- 1970 Short, Luke: Der zweite Sheriff: Western-Roman / Übers.von Hans Gamber, München: Heyne-Buch.Nr.2226=Western. Original: Misery Lode
- 1971 Mallory T. Knight: Draculas Tochter, Übersetzt von Hans Gamber, Heyne Allg 886, Original: Dracutwig
- 1972 Joe Millard: Für ein paar Dollar mehr. Western Roman / Übersetzt von Hans Gamber, Heyne 2302=Western Original: For a few dollars more
- 1979 (als Hrsg.) Perry Rhodan-Magazin 1, Pabel 11980,
- 1979 (als Hrsg.) Perry Rhodan-Magazin 2, Pabel 21979

Fernsehen
- 1984ff (Mitarbeit) Sketchup (Comedy-Serie, je 28 Min, ARD) Mitarbeit bei diversen Folgen[7]